# ان بي ايه لايف 2008
ان بي ايه لايف 2008 (بالإنجليزية: NBA Live 2008)‏ هي لعبة فيديو صدرت في عام 2007، وهي متوفرة على أجهزة مايكروسوفت ويندوز وبلاي ستيشن 3 وإكس بوكس 360 وبلاي ستيشن 2 ووي . اللعبة من تطوير إي أيه كندا وإي أيه تيبرون ومن نشر إي أيه سبورتس. وهذه اللعبة مصادق عليها من طرف الاتحاد الدولي لكرة السلة FIBA.

## المحتويات
- الدوري الأمريكي لكرة السلة NBA
- البلاي اوف لنفس الدوري
- كاس العالم لكرة السلة
- مباريات كل النجوم ALL STARS
- عروض السلام دانك والتلات نقاط
- التدريبات الفردية
- التدريبات الثنائية (لاعب ضد لاعب)